# Persecution Mania
Persecution Mania – drugi album niemieckiego thrashmetalowego zespołu Sodom, wydany 1 grudnia 1987. 
Nagrań dokonano w październiku 1987 w Studio Musiclab w Berlinie. Płyta ukazała się tego samego dnia co Release From Agony grupy Destruction. Obie produkcje wydała firma SPV.

## Muzyka
Muzyka zawarta na albumie jest świadectwem ewolucji stylistycznej zespołu. Sodom stopniowo odchodził od wpływów black metalu, obecnych szczególnie na minialbumie In the Sign of Evil z 1984 i w mniejszym stopniu na debiutanckiej płycie Obsessed by Cruelty z 1986. Muzycy skoncentrowali się na thrash metalu i temu gatunkowi zasadniczo pozostali wierni przez kolejne dekady działalności.  
Album jest zapowiedzią wykrystalizowanego, dojrzałego stylu, znanego z kolejnej płyty Agent Orange (1989). W niektórych nagraniach usłyszeć można jednak także elementy rodzącego się wówczas death metalu. Wokal Toma Angelrippera jest niski, szorstki, warczący. Produkcja jest bardziej od poprzednich gitarowa, brzmienie potężniejsze, tempa bardziej zróżnicowane, a kompozycje bardziej zwięzłe.  
Wpływ na tę zmianę miała korekta składu: dotychczasowego gitarzystę Michaela "Destructora" Wulfa zastąpił Frank "Blackfire" Gosdzik. Recenzent Eduardo Rivadavia z serwisu AllMusic ocenił, że Blackfire "podniósł pozbawione subtelności podejście grupy do zupełnie nowego poziomu intensywności i mocy".
Oprócz własnych kompozycji zespół umieścił na albumie cover heavymetalowego zespołu Motörhead (Iron Fist). Procession to Golgatha jest kompozycją instrumentalną. W finale zamykającego krążek utworu Bombenhagel słychać motyw niemieckiego hymnu narodowego Das Lied der Deutschen.
Persecution Mania ugruntowała pozycję Sodom jako jednej z trzech, obok Kreatora i Destruction, najważniejszych formacji niemieckiego thrashu. 

## Teksty
W warstwie tekstowej również zaszła zmiana w porównaniu z poprzednim krążkiem. Zespół właściwie odszedł od wątków satanistycznych, wyjątkiem jest Conjuration z blackmetalowym pogłosem wokalu. Odniesienia do religii pojawiają się także w Christ Passion.     
Zdecydowanie więcej miejsca zajmuje jednak tematyka polityczna, społeczna i wojenna. Teksty Tom Angelrippera opisują okrucieństwo konfliktów zbrojnych. Tytułowy Persecution Mania nawiązuje do wojny w Wietnamie, Bombenhagel (niem. grad bomb) odnosi się do bombardowań drugiej wojny światowej. Nuclear Winter jest opisem świata po zagładzie nuklearnej.     

## Lista utworów
1. Nuclear Winter – 5:26
2. Electrocution – 3:26
3. Iron Fist – 2:45 (cover Motörhead)
4. Persecution Mania – 3:40
5. Enchanted Land – 4:01
6. Procession to Golgatha – 2:33
7. Christ Passion – 6:13
8. Conjuration – 3:44
9. Bombenhagel – 5:11

Dodatkowe utwory w wydaniu europejskim:
1. Outbreak of Evil – 4:33
2. Sodomy and Lust – 5:14
3. The Conqueror – 3:29
4. My Atonement – 6:05

## Twórcy
1. Tom Angelripper – wokal, gitara basowa
2. Frank Blackfire – gitara
3. Chris Witchhunter – perkusja (zm. 2008)